# Episodi di Oishi High School Battle (seconda stagione)
La seconda stagione della webserie Oishi High School Battle è stata resa disponibile su YouTube dal 6 dicembre 2013 al 7 febbraio 2014.
| n° | Titolo                          | YouTube          |
| -- | ------------------------------- | ---------------- |
| 1  | Tara Face                       | 6 dicembre 2013  |
| 2  | Face F**k the World             | 13 dicembre 2013 |
| 3  | Noodles vs. Banh-mi             | 20 dicembre 2013 |
| 4  | Into the Most Adorable Darkness | 27 dicembre 2013 |
| 5  | Oishi's Hot Outfit              | 3 gennaio 2014   |
| 6  | Teen Pregnancy                  | 10 gennaio 2014  |
| 7  | Homecoming Dance                | 17 gennaio 2014  |
| 8  | Oishi has Boy Trouble           | 24 gennaio 2014  |
| 9  | Bane-mi Returns!                | 31 gennaio 2014  |
| 10 | The Final Battle                | 7 febbraio 2014  |